# Kim Ngao tân thoại
Kim Ngao tân thoại (chữ Hán: 金鰲新話, Hàn văn: 금오신화) là một hợp tuyển gồm 5 đoản truyện của danh sĩ Kim Thời Tập, tác phẩm được cho là tiên phong truyền thống viết đoản truyện ở Triều Tiên.

## Lịch sử
Trong khoảng 6 năm sau cuộc chính biến của Thủ Dương đại quân, Kim Thời Tập bỏ mộng công danh để đi tu trên núi Kim Ngao, tại đây ông đã trút bầu tâm sự vào việc viết nên cuốn sách mà hậu thế gọi là Kim Ngao tân thoại, sau đó giấu trong một ngôi nhà nhỏ dựng bằng đá. Trong sự kiện Nhâm Thìn Oa loạn, khi quân Nhật đi qua núi Kim Ngao đã có người nhặt được cuốn sách và đem về nước.
Tác phẩm có lẽ gồm nhiều hơn 5 đoản truyện, nhưng do nhiều yếu tố khách quan nên đến nay không còn nguyên vẹn. Theo các khảo cứu khách quan và độc lập, Kim Ngao tân thoại ít nhất gồm 2 ký, 1 truyện, 1 chí và 1 lục. Tác phẩm này được ấn hành rộng rãi lần đầu vào năm 1884 tại Tokyo và lần thứ nhì vào năm 1927 tại Seoul.

## Nội dung
1. Vạn Phúc tự hu bồ ký (萬福寺樗蒲記, 만복사저포기)
2. Lý sinh khuy tường truyện (李生窺墻傳, 이생규장전)
3. Túy du Phù Bích đình ký (醉遊浮碧亭記, 취유부벽정기)
4. Nam Viêm Phù châu chí (南炎浮洲志, 남염부주지)
5. Long cung phó yến lục (龍宮赴宴錄, 용궁부연록)